# 市原利夏
市原 利夏（いちはら りか、1967年8月19日 - ）は、日本のものまねタレント。本名、市原 利香（読み同じ）。旧芸名、市原 利花（読み同じ）
福岡県出身。福岡県立筑紫高等学校卒業。身長162 cm。スリーサイズはバスト92センチ・ウエスト60センチ・ヒップ87センチ。

## 来歴・人物
フジテレビ系列の『第19回ものまね王座決定戦』において初出場で優勝を果たす。以来『爆笑そっくりものまね紅白歌合戦スペシャル』にレギュラー出演していた。優勝1回、準優勝2回の実力派。

## レパートリー
- 松任谷由実
- 松田聖子
- 小林幸子
- 坂本冬美
- 森高千里
- 中島みゆき
- 山下久美子
- 渡辺真知子
- 山口百恵
- 岩崎宏美
- 米良美一
- 竹内まりや
- 桂銀淑
- 矢井田瞳
- チェリッシュ
- MISIA
- 伊藤由奈
- ちあきなおみ
- 美空ひばり
- Every Little Thing
- 平原綾香
- 宇多田ヒカル
- シンディ・ローパー
- ホイットニー・ヒューストン
- セリーヌ・ディオン
- 華原朋美
- アンジェラ・アキ
- 杏里
- 山本潤子
- 加藤登紀子
- ヘイリー
- Chara

他多数

## その他の出演番組
- 初詣・爆笑ヒットパレード（フジテレビ）
- 週刊えみぃSHOW（よみうりテレビ）

他多数

## DVD
- そっくりスター大集合！ものまね100連発（テイチクエンタテインメント）